# Egek Királynéja-templom
Az Egek Királynéja-templom római katolikus főplébánia Budapest IV. kerületének történelmi, újpesti városrészében, az egykori Újpest város főterén, a Szent István téren.

## Története
Újpestet 1840-ben alapították a gróf Károlyi Istvántól kapott földeken, az akkor még önálló Pest városától északra.

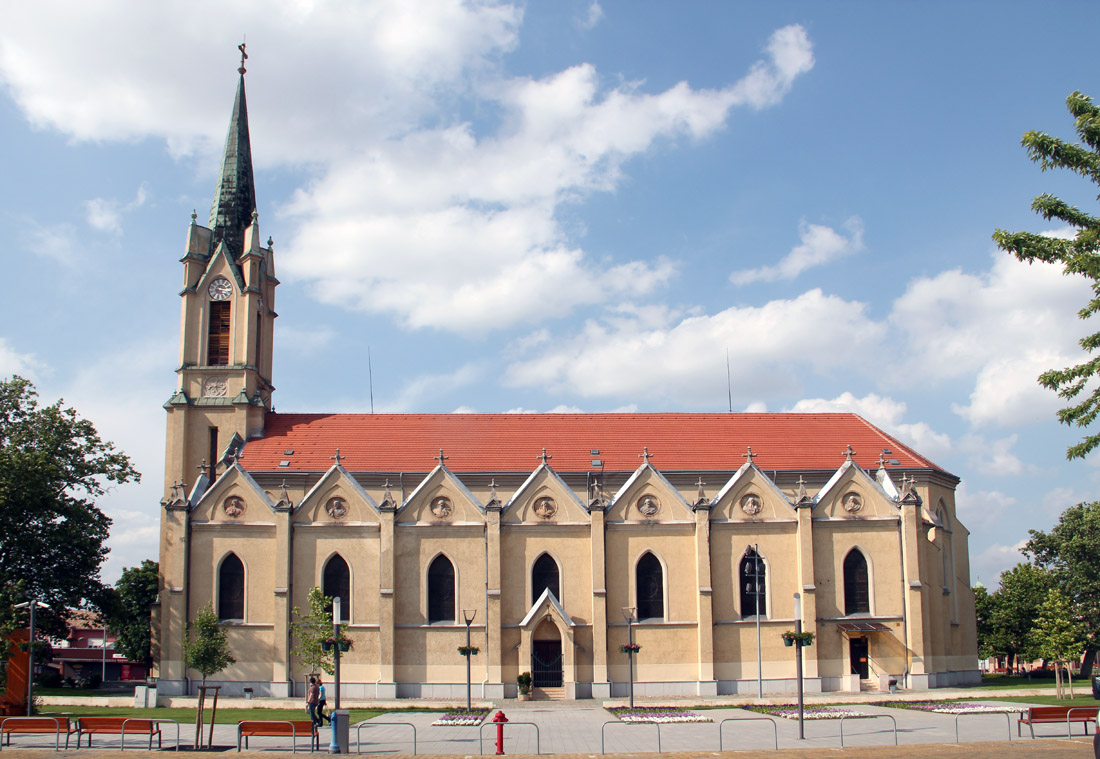

Az első telepesek katolikusok voltak, így gyakorlatilag a kezdetektől működött a katolikus hitélet a városban. Újpest 1845-ig Dunakeszi filiájaként szerepelt, majd a fóti plébániához csatolták.
Peitler Antal József váci püspök az újpesti egyházközséget 1870 februárjában önálló lelkészséggé tette, s Illek Vince káplánt bízta meg, hogy a lelkészséget plébániává szervezze. Ezt 1875-re sikerült megvalósítania, munkája jutalmaként pedig még ebben az évben kinevezték Újpest első plébánosává. A tisztséget egészen 1905-ös haláláig viselhette.
A templomhoz tartozó plébánia épülete, illetve a katolikus iskola is 1873-ra készült el. Maga a plébániatemplom 1875 és 1881 között épült fel Kauser József tervei szerint, Bachmann Károly kivitelezésében és az „Egek Királynéja” elnevezést kapta. Az eredeti épületet később megtoldották két mellékhajóval és egy toronnyal. A toldások érdekessége, hogy míg a torony szerves része lett az eredeti templomnak, a két oldalán található két mellékhajó akár önálló épületnek is tűnhetne, ha nem lenne egybeépítve a főépülettel.
A plébánia az 1993-as egyházmegyei határrendezés során több más környéki (pl. XV. kerületi) templommal együtt átkerült a váci egyházmegyétől az esztergom-budapesti főegyházmegyéhez.

## Harangok
Eredetileg 5 harangja volt. A toronyból a középső, 310 kilogrammos h1 hangú harang hiányzik. Ez a második világháború áldozata lett, helye máig megvan az állványban. Jelenleg négy harang található a templom tornyában:

### Szent István királynagyharang
1010 kg-os, 126 cm alsó átmérőjű, d1 hangú.
Felirata:
"SZT. ISTVÁN KIRÁLY TISZTELETÉRE FELAJÁNLVA AZ ÚR 1924. ÉVÉBEN. 
HA AZ Ő SZAVÁT HALLJÁTOK, MEG NE KEMÉNYÍTSÉTEK SZÍVETEKET! 94. ZSOLT."
"DR. VARÁZSÉJI BÉLA PRÉPOST-PLÉBÁNOS, HŐBERT BÉLA ELNÖKSÉGE IDEJÉBEN KEGYES ADOMÁNYOZÁSOKBÓL KÉSZÍTTETTE AZ ÚJPESTI EGYHÁZTANÁCS. WEIGELE S. ALELN. ZÁK A. P. Ü. B. ELN. RAGÁLYI K. PÉNZT. BONYHÁDY L. GOND. KAJDACSY P. ELLENŐR, THEZÁROVITS E. JZŐ. ARCZT J. CSEHI GY. CSEPREGHY P. PISTER V. RIEDLEIN K. SCHERER GY. SCHNEIDER J. SZABÓ F. VANYEK B. WERTZ F. FIZENETZ GY. RÁBEL P. SZENDY I. TANOS A. EGYHÁZTANÁCSOSOK. ÖNTÖTTE WALSER FERENCZ BUDAPEST."
Másik oldalon kép: Szent István király felajánlja az országot Szűz Máriának.

### Szűz Máriaharang
593 kg-os, 103 cm alsó átmérőjű, g1 hangú.
Felirata: 
"ÖNTETTE AZ ÚJPESTI KEGYURASÁG BEIL KÁROLY ELNÖKSÉGE ALATT SZŰZ MÁRIA TISZTELETÉRE FELAJÁNLVA MDCCCLXXXVIII ÉVBEN. ÍME AZ ÚR SZOLGÁLÓ LEÁNYA, LEGYEN NEKEM A TE IGÉD SZERINT. ÖNTÖTTE WALSER FERENC ÉS FELSZERELTÉK SULKÓ TESTVÉREK BUDAPESTEN. 1746. SZ. "
Másik oldalon: Szűz Mária kép.

## Galéria

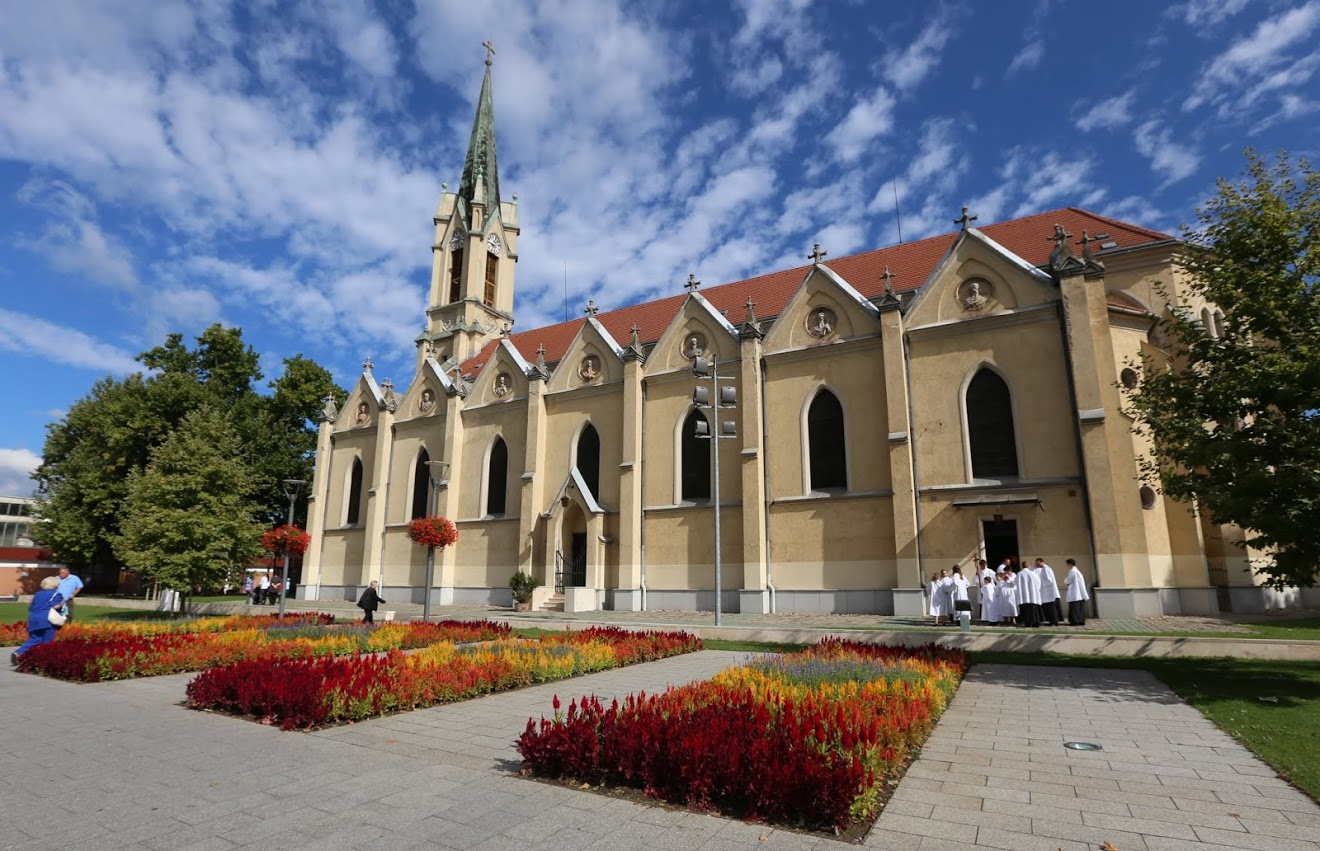
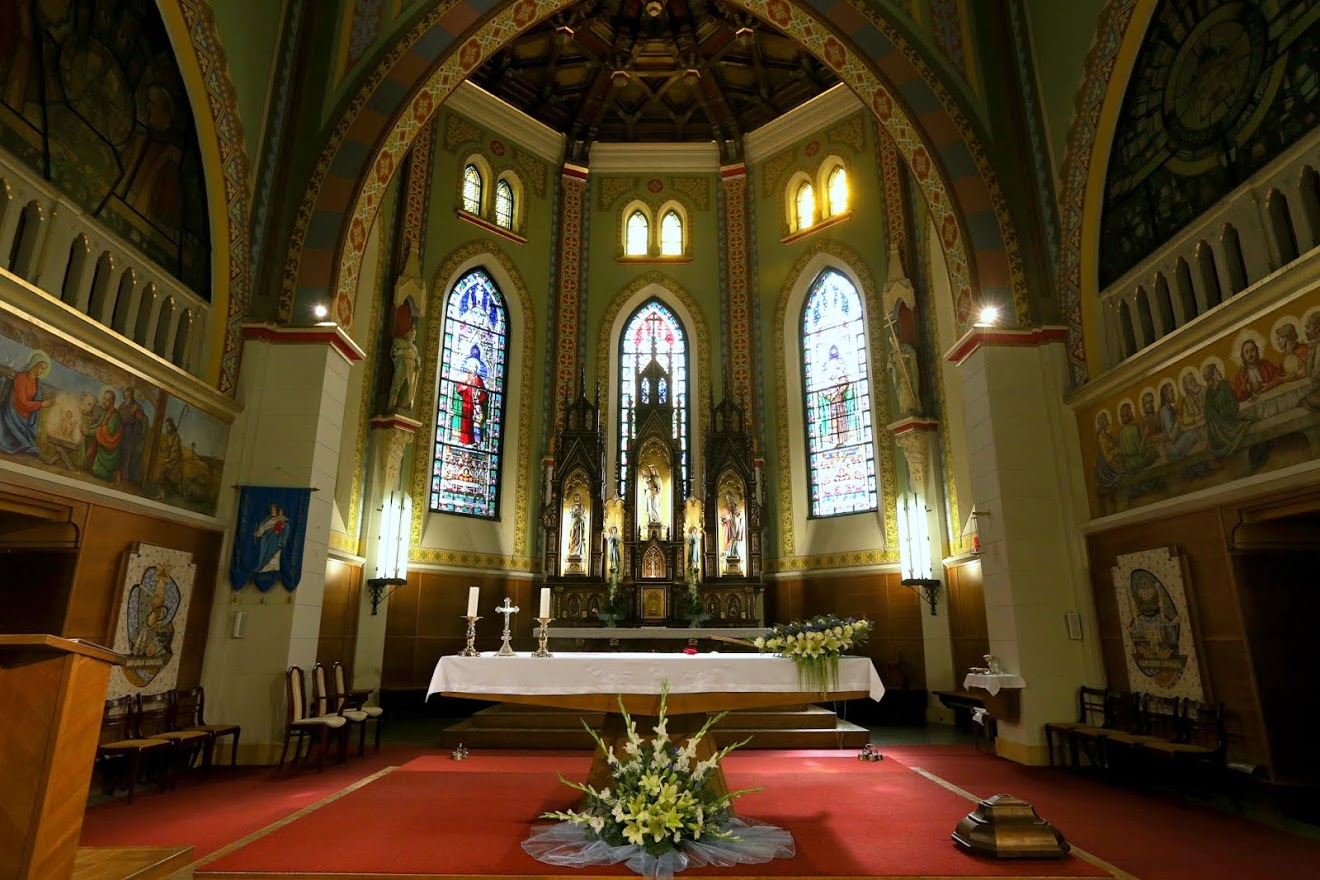
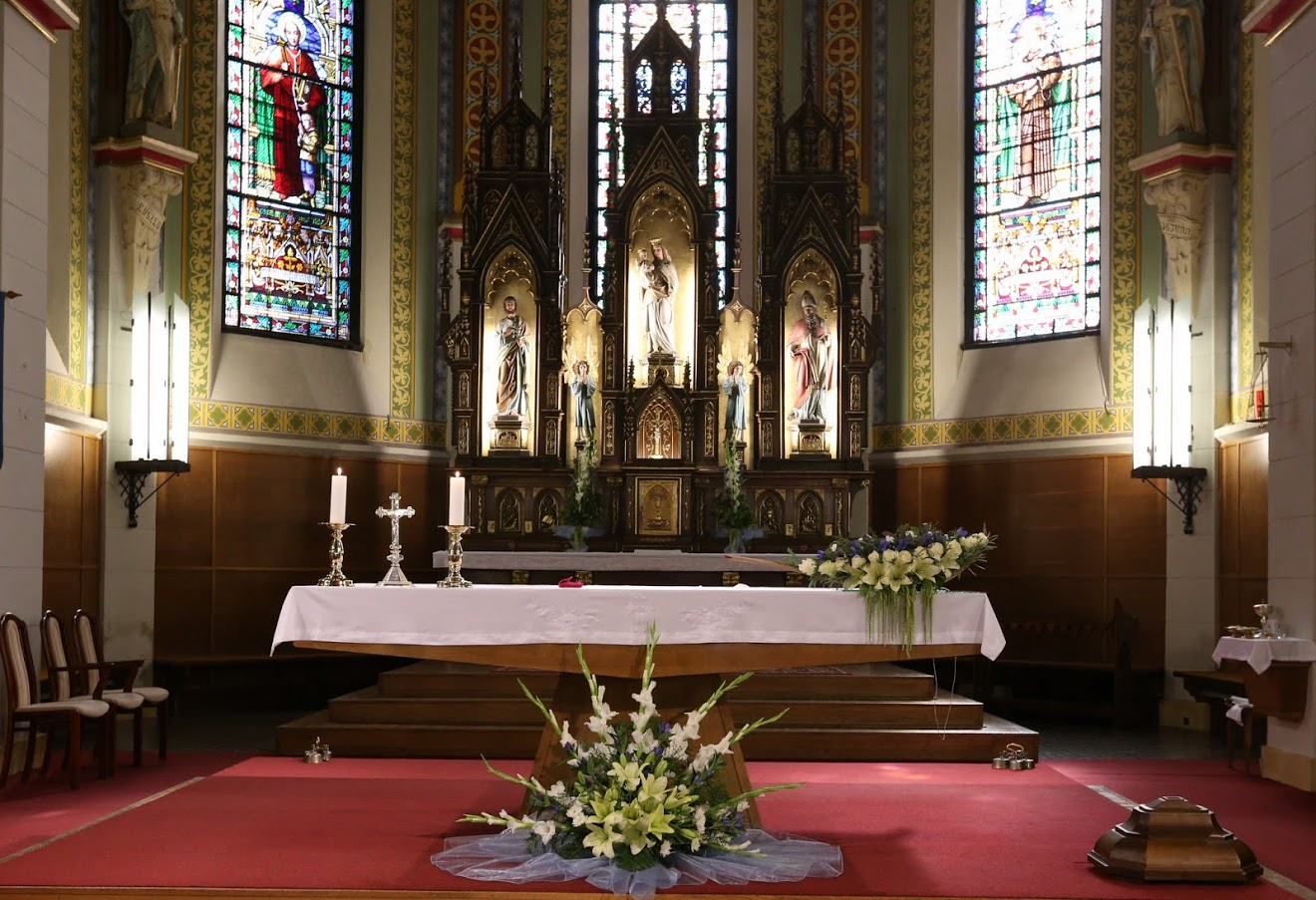
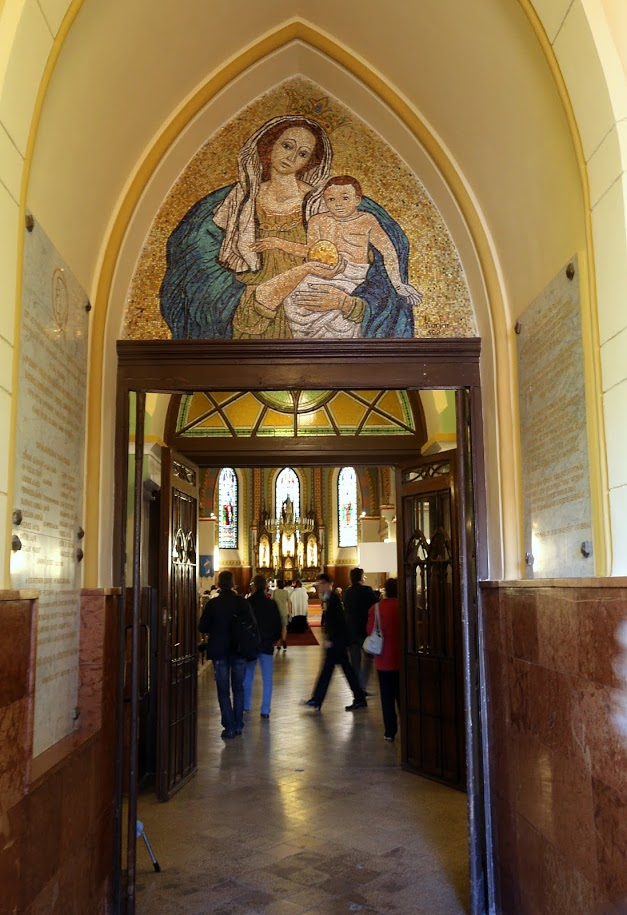
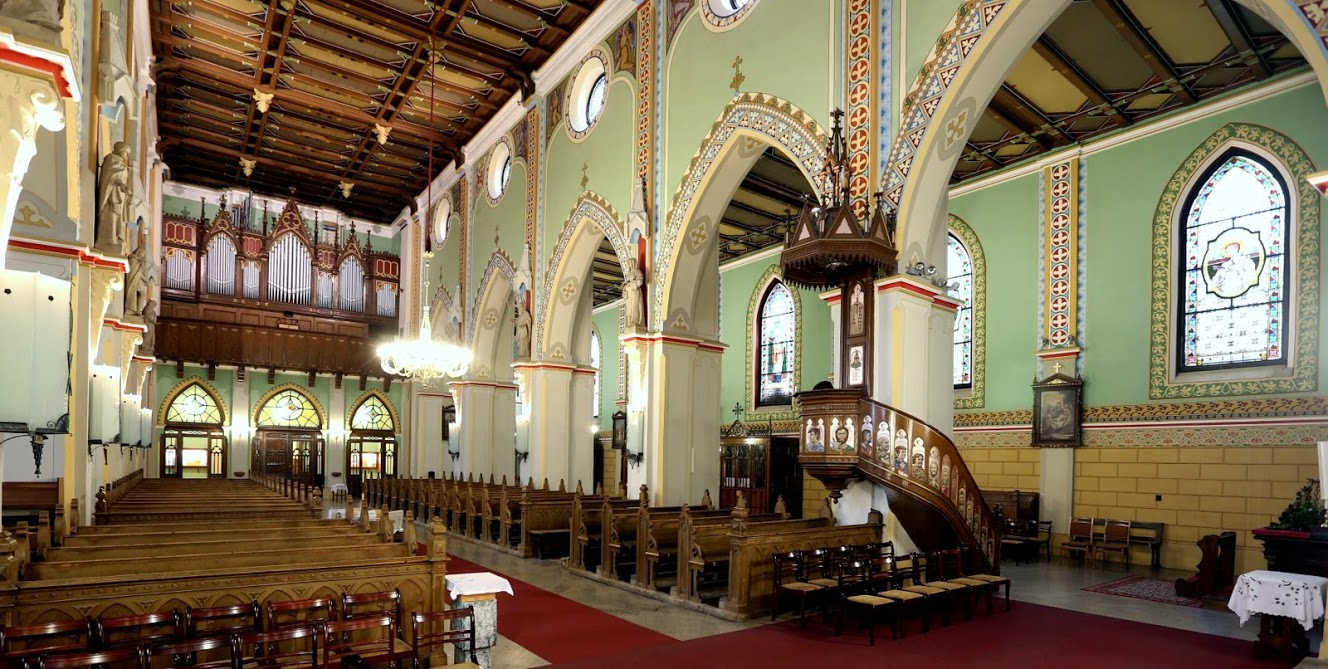

### Borromei Szent Károlyharang
172 kg-os, 65,3 cm alsó átmérőjű, e2 hangú.
Felirata: 
"MIDŐN KUTHY ISTVÁN ALELNÖK VALA, ÉS HEISZ KÁROLY A TORNYOT ÉPÍTETTE BOROMEI SZ. KÁROLY TISZTELETÉRE AZ ÜDV MDCCCLXXXVIII. ÉVÉBEN. MAGASZTALJÁTOK AZ URAT VELEM ÉS DICSŐÍTSÜK AZ Ő NEVÉT EGYETEMBEN. ÖNTÖTTE WALSER FERENC ÉS FELSZERELTÉK SULKÓ TESTVÉREK BUDAPESTEN."
Másik oldalon: Borromei Szent Károly kép

### Szent Flóriánlélekharang
69,5 kg, 47,5 cm, b2 hangú.
Felirata:
"SZENT FLÓRIÁN TISZTELETÉRE.
ATYÁM! KEZEIDBE AJÁNLOM LELKEMET. 
ÖNTÖTTE WALSER FERENC ÉS FELSZERELTÉK SULKÓ TESTVÉREK BUDAPESTEN 1888."
1749. SZ.
Másik oldalon: Szent Flórián kép